# 33 aC

## Esdeveniments
Imperi romà
- August i Gai Fonteu Capitó I són consols.
- Alexandre Heli és coronat rei d'Armènia, l'Imperi Part i Medes, es va casar amb la princesa Iotapa de Medes, filla de Artavasdes I de Medes.
- Octavi és elegit consol romà per segona vegada.

## Necrològiques
- Tiberius Nero, pare de Tiberi
- Emperador Yuan of Han: de la xina